# Соловьёв, Николай Васильевич (врач)
Николай Васильевич Соловьёв (7 марта 1874, Вологодская губерния — 1 марта 1922, Ярославль) — хирург, заведующий хирургическим отделением Ярославской губернской земской больницы (1912—1922).

## Биография
Родился 7 марта 1874 года в селе Никольское Братковской волости Вологодского уезда восьмым ребёнком в семье бедного священника. В 1885—1895 годах учился в Вологодском духовном училище и Вологодской духовной семинарии. Некоторое время работал псаломщиком. В 1896 году поступил на медицинский факультет Томского университета. За участие в студенческих волнениях был выслан в Ярославль на поруки старшего брата — офицера, работал в статистическом бюро Ярославской земской управы. Осенью того же года уехал в Томск, но возвратиться к учёбе не удалось. Пришлось устроиться в сотне вёрст от Томска фельдшером при казённых угольных копях станции Судженка Средне-Сибирской железной дороги. В 1900 году поступил на медицинский факультет Юрьевского университета.
Практику проходил в хирургическом отделении Ярославской губернской земской больницы под руководством Г. Г. Фалька. В 1902 году окончил учёбу и был зачислен туда сверхштатным ординатором. В 1905 году был на грани высылки из Ярославля в связи с «левыми взглядами», но руководству больницы удалось его отстоять. С 1907 года преподавал химию в фельдшерской школе при больнице. В 1910 году стажировался в Берлине. С 1912 года заведовал хирургическим отделением больницы. В 1914 году был добровольцем на фронте в качестве старшего врача Ярославского госпиталя Красного Креста. С 1915 года заведовал госпиталем для тяжелораненых при губернской больнице.
В 1918 году был избран председателем Ярославского общества врачей. Участвовал в 1920 году в работе по созданию медицинского факультета Ярославского университета, заведовал кафедрой хирургической патологии и терапии. С 1921 года работал главным врачом, продолжая сотрудничать с университетом.
В мае 1920 года при проведении гнойной операции подколол палец и получил заражение крови, от которого едва не умер. 16 февраля 1922 года заразился сыпным тифом, что было обычно для врачей того времени, и 1 марта 1922 года умер. При большом стечении народа был похоронен в сквере перед главным корпусом больницы. Ныне на этом месте стоит памятник.
Бывшей губернской земской больнице по предложению общественности города губисполкомом было присвоено наименование «Городская советская больница имени Н. В. Соловьёва», также был учреждён фонд стипендиатов имени Н. В. Соловьёва при губздравотделе и его именем названа одна из улиц города.